# ایونین (نیوهمپشایر)
ایونین (به انگلیسی: Union) شهری در ایالت نیوهمپشایر کشور ایالات متحده آمریکا است که جمعیت آن در سرشماری سال ۲۰۱۰ میلادی، ۲۰۴ نفر بوده‌است.